# Bolxaia Rosxa
Bolxaia Rosxa (en rus: Большая Роща) és un poble de l'óblast d'Omsk, a Rússia, que en el cens del 2010 tenia 437 habitants. Pertany al districte rural de Mariànovka.